# Giuseppe Garibaldi (hangarfartyg)
Giuseppe Garibaldi (551) är ett lätt hangarfartyg som byggdes för Italiens flotta i början av 1980-talet. Hennes huvudsakliga uppgift är ubåtsjakt och bär för det ändamålet 16 stycken (två divisioner) Sea King-helikoptrar. Andrahandsuppgiften är amfibieoperationer med helikopterlandsättning. Tio stycken Harrier-flygplan bärs med för understöd av amfibieoperationer och för luftförsvar under ubåtsjaktoperationer. Giuseppe Garibaldi är beväpnad med sjömålsrobotar, något som är ovanligt för hangarfartyg. Både Sea King-helikoptrarna och Harrier-flygplanen kan också beväpnas med Marte-robotar för ytstrid.
Giuseppe Garibaldi är det senaste fartyget i en serie italienska helikopterkryssare och ersatte de äldre kryssarna i Andrea Doria-klassen medan den modernare men mindre Vittorio Veneto behålls som komplement. Giuseppe Garibaldi är dock det enda italienska fartyg som kan operera tunga helikoptrar som Sea King och VTOL-flygplan som Harrier.